# 赫爾辛基大學博物館

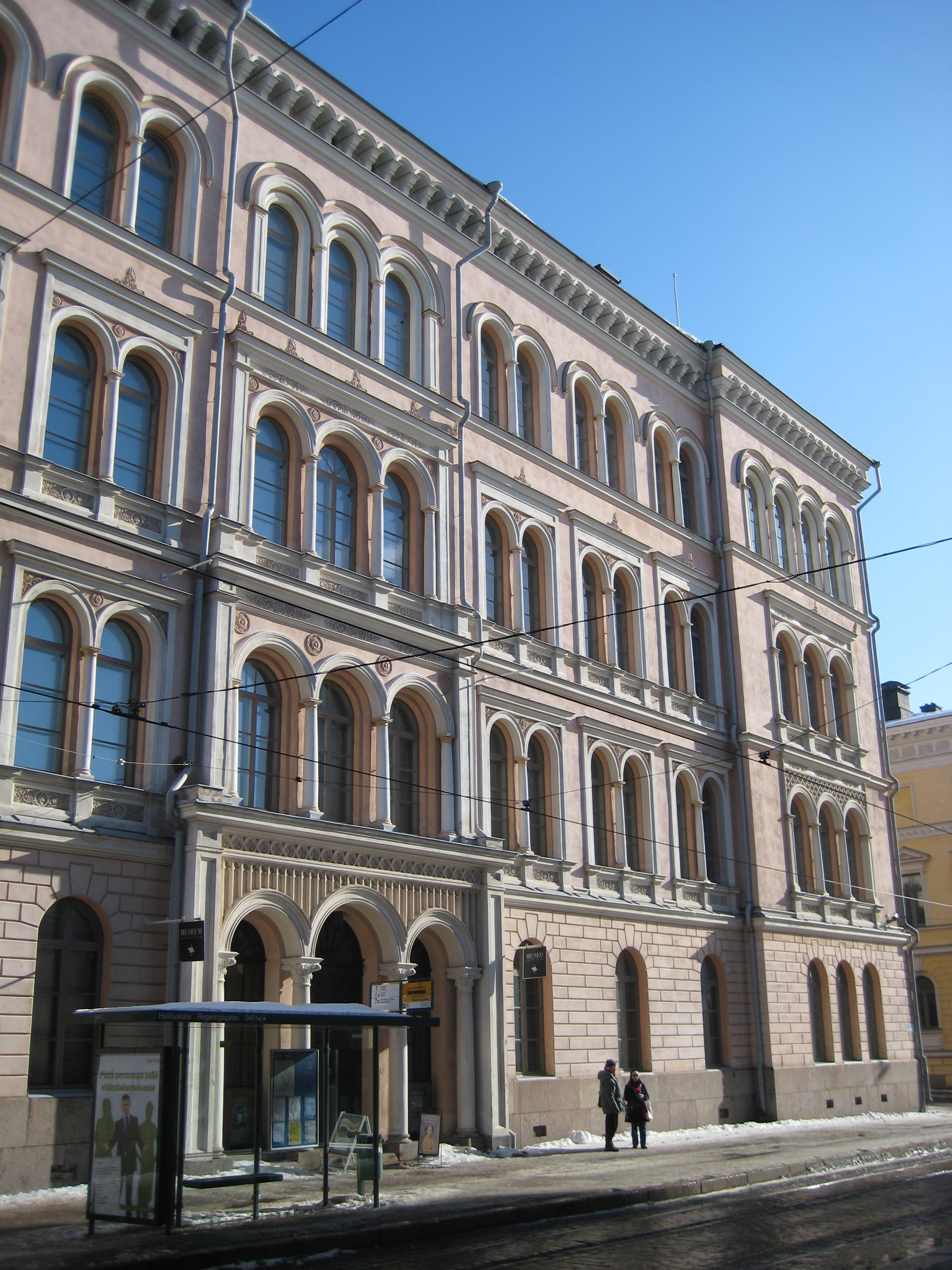

赫爾辛基大學博物館（芬蘭語：Helsingin yliopistomuseo）是赫爾辛基大學的附屬博物館。

## 历史
在2014年之前，赫爾辛基大學博物館曾經位於元老院廣場。2015年3月，赫爾辛基大學博物館搬遷至赫爾辛基大學的主樓，並開始展示新的展品。